# Десантные катера типа LCM-8
Десантные катера типа LCM-8 — серия десантных катеров ВМС США. Строились на замену десантных катеров LCM-6. По целому ряду качеств катера LCM-8 превосходят катера типа LCM-6, в том числе по максимальной грузоподъёмности, скорости и водоизмещению.
Десантные катера используются амфибийнымии силами США для транспортировки оборудования и войск морской пехоты с десантных кораблей на берег, а также для выполнения гуманитарных операций.
Катера LCM-8 имеют носовую аппарель для погрузки/разгрузки грузов десанта и способны перевезти за 1 рейс с десантного корабля на берег до 54,4 тонн груза, или 1 средний танк M48 или M60, или до 200 человек десанта.

## Галерея

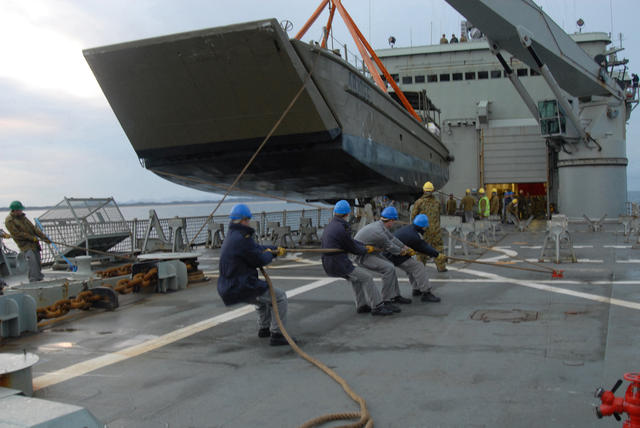
Катер над палубой HMAS Kanimbla
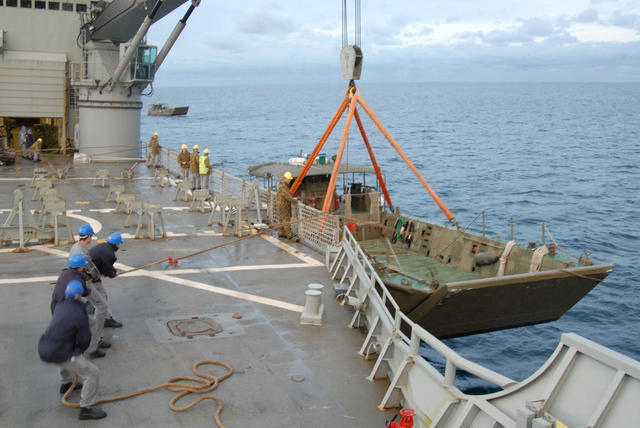
Спуск катера с HMAS Kanimbla
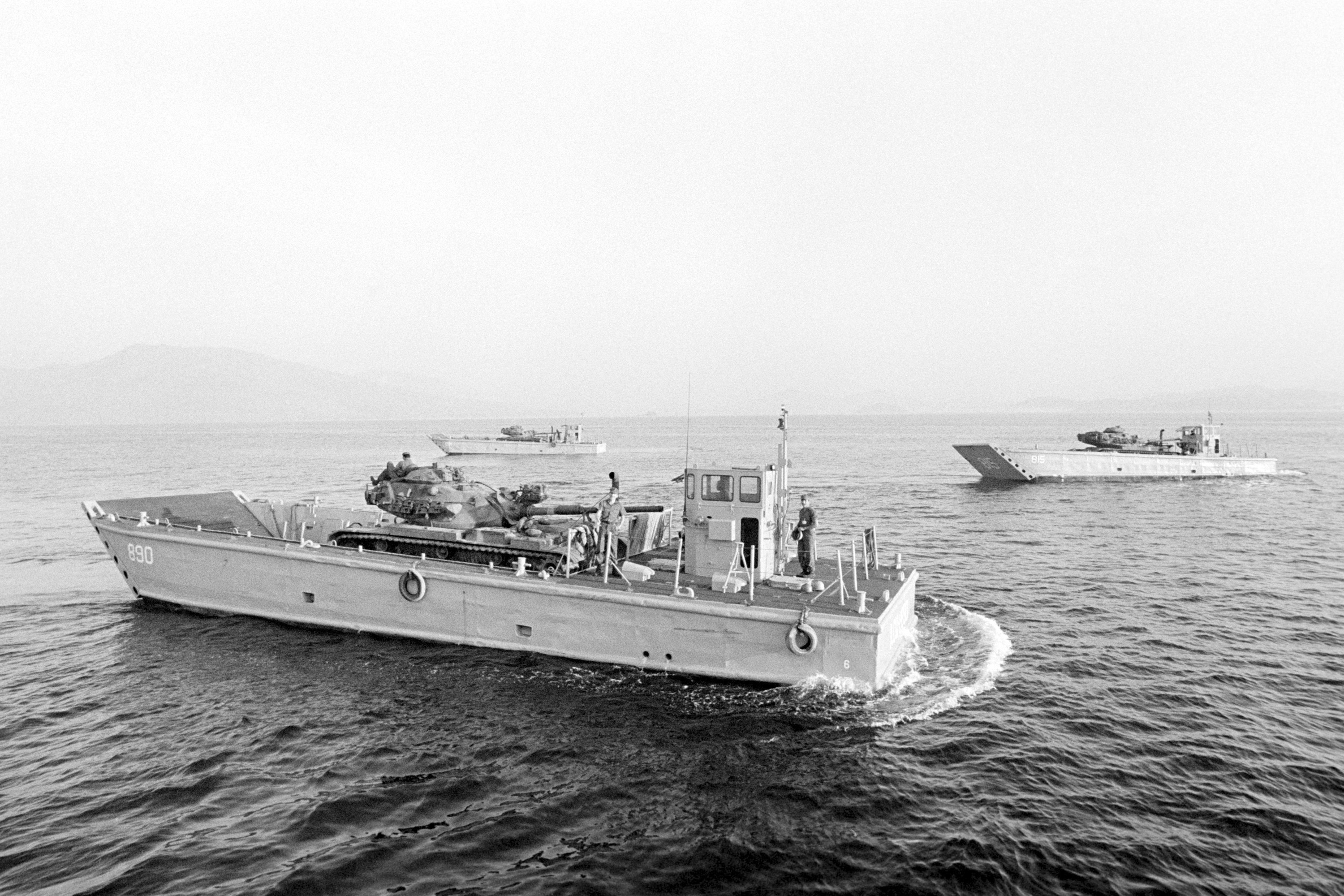
Перевозка танка М60 на LCM 8
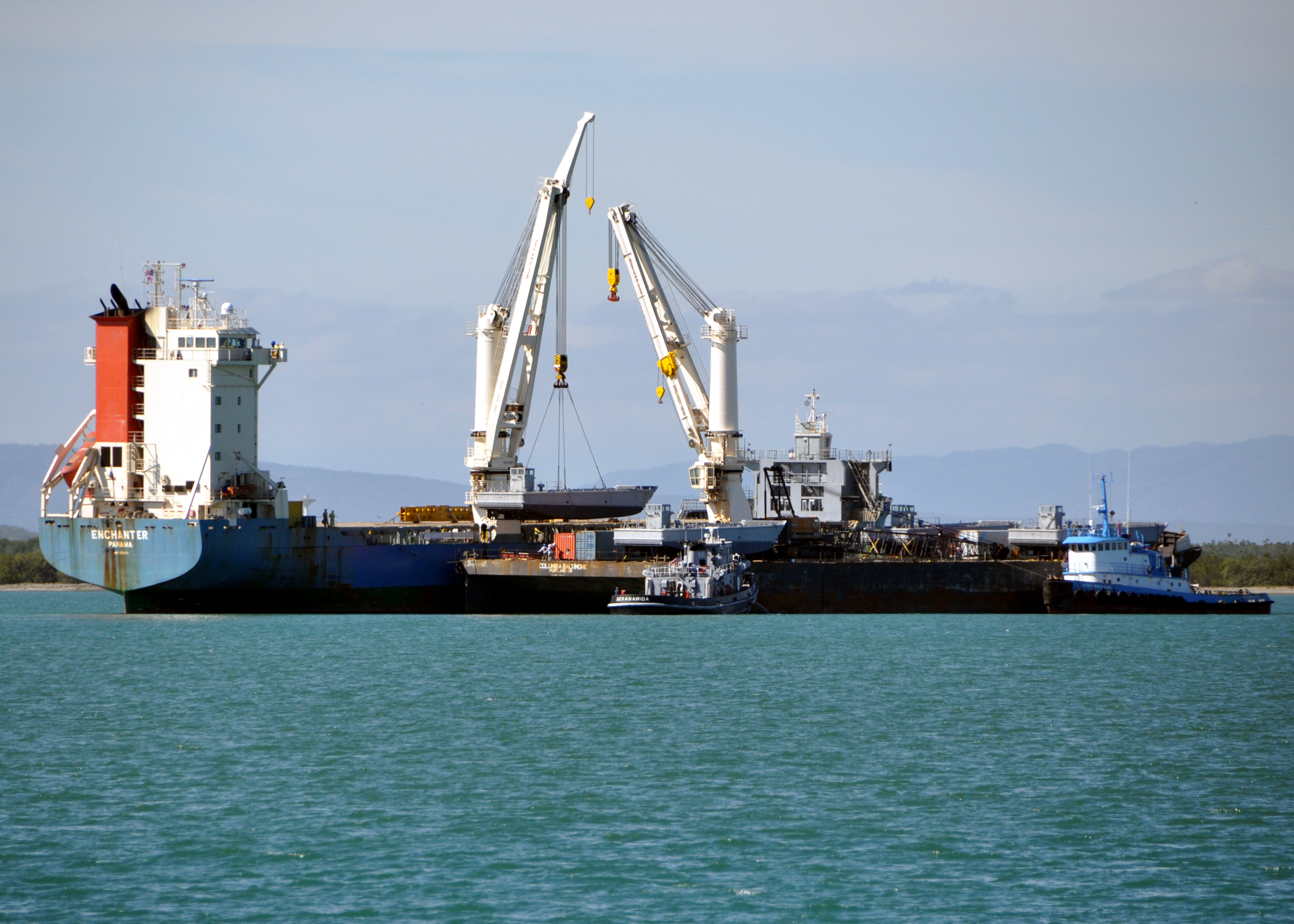
Погрузка катеров LCM 8 на ВМБ Guantanamo